# Ökolibertäre
Als Ökolibertäre bezeichnete sich in den 1980er Jahren ein Flügel innerhalb der Partei Die Grünen.

## Gründung
Die Ökolibertären konstituierten sich 1983 als innerparteiliche Opposition zu den Ökosozialisten und traten auf dem Duisburger Parteitag am 18. bis 20. November 1983 erstmals in Erscheinung. Kurz darauf veröffentlichten sie eine Grundsatzerklärung unter dem Titel „Wider die Lust am Untergang“, die am 18. November 1983 in der Frankfurter Rundschau abgedruckt wurde. Am 26. Februar 1984 verabschiedeten sie eine Gründungserklärung unter dem Titel „Einigkeit und Grün und Freiheit“, die am 7. und am 8. März 1984 in der taz veröffentlicht  wurde.

## Protagonisten und Organisation

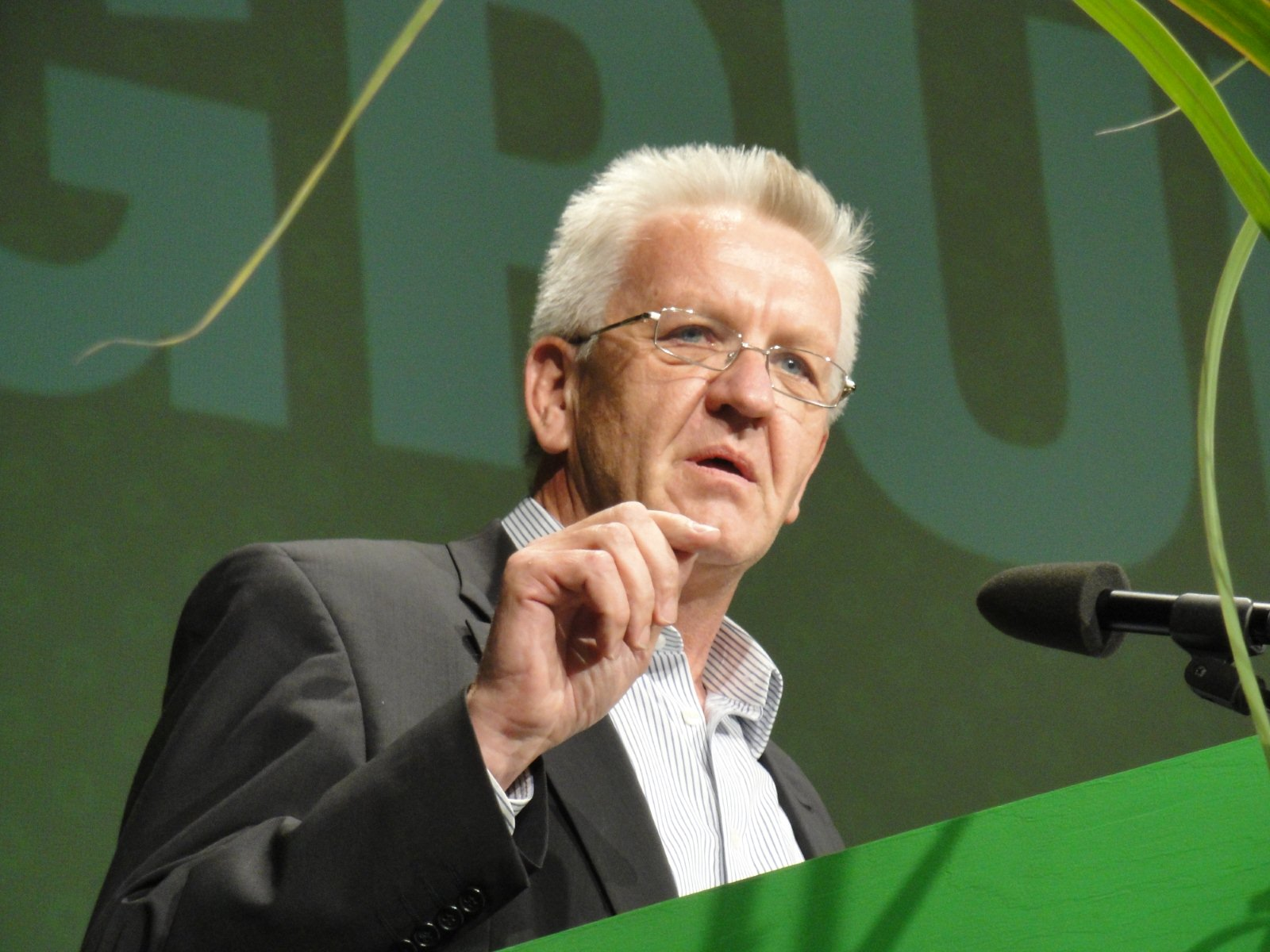
Winfried Kretschmann (2010), Sprecher der Ökolibertären von Beginn an bis zu ihrer Auflösung

Der Führungszirkel der Ökolibertären bestand zu Anfang aus Wolf-Dieter Hasenclever, Winfried Kretschmann, Thomas Schmid, Ernst Hoplitschek und Gisela Erler. Hasenclever war früher Mitglied der SPD und danach Mitglied der AUD, bevor er die Grünen mitgründete. Kretschmann war während seines Studiums von 1973 bis 1975 in der Hochschulgruppe des Kommunistischen Bundes Westdeutschland, einer maoistischen K-Gruppe, gewesen, Schmid war den Spontis zuzurechnen. Winfried Kretschmann war Sprecher der Ökolibertären, Geschäftsführer waren Ernst Hoplitschek und Achim Bergmann, Thomas Schmid galt als ideologischer Kopf. Auch Helga Trüpel, die von 1991 bis 1995 Senatorin für Kultur und Ausländerintegration in Bremen war, gehörte den Ökolibertären an. Zu den Unterzeichnern der Gründungserklärung gehörten auch ehemalige Parteimitglieder, die die Grünen verlassen hatten, weil diese ihnen zu linksradikal seien.
Als Kommunikationsmittel dienten Rundbriefe, zudem stand die Zeitschrift Politische Ökologie den Ökolibertären nah. Die Organisation wurde durch einen monatlichen Mitgliedsbeitrag finanziert. Treffen fanden etwa viermal im Jahr statt, außerdem waren die Mitglieder bei den Realo-Treffen dabei.
Den stärksten Einfluss hatten die Ökolibertären in Baden-Württemberg. Hasenclever war von 1979 bis 1982 erster Vorsitzender des Landesverbandes und bis 1983 Vorsitzender der Landtagsfraktion. Sein Nachfolger als Fraktionsvorsitzender wurde Kretschmann, der den Landesverband stark prägte.

## Innerparteiliche Positionierung
Da die konservativen Umweltschützer um Herbert Gruhl, Baldur Springmann und andere die Grünen schon kurz nach der Parteigründung 1980 wieder verlassen und die ÖDP gegründet hatten, bildeten die Ökolibertären den rechten Rand der damals insgesamt als politisch links einzuordnenden Partei. Allerdings wollten die Ökolibertären selbst das Links-Rechts-Schema überwinden. Sie hegten eine starke Aversion gegen den ökosozialistischen Flügel innerhalb der Grünen.
In der Gründungserklärung wurde der Anspruch formuliert, eine politische Strömung „innerhalb und außerhalb der grünen Partei“ zu sein. Ob die Ökolibertären tatsächlich als eigene Strömung innerhalb der Partei einzustufen oder ob sie nicht vielmehr dem „Realo“-Flügel zuzuordnen sind, ist umstritten. Allerdings warfen die Ökolibertären den Realos Staatsfixiertheit vor und kritisierten eine allzu große Nähe zur Sozialdemokratie.
Die Ökolibertären betrachteten die Grünen nicht als „Anti-Parteien-Partei“, sondern bekannten sich zum Parteistatus. Das strikte Rotationsprinzip und das imperative Mandat lehnten sie ab. Befürwortet wurden dagegen plebiszitäre Elemente wie Urabstimmungen und Referenden nicht nur in der Bundes-, Landes- und Kommunalpolitik, sondern auch innerhalb der Partei.

## Ideologie
Ludger Volmer hält den Begriff „Libertarismus“ für unzutreffend, die „Ökolibertären“ zu beschreiben. Vielmehr habe es sich um „Ökoliberale“ gehandelt. Habitus und Weltanschauung seien von einem wertkonservativen Engagement für die Bewahrung der Schöpfung geprägt und  mit einem auf den für Südwestdeutschland typischen auf den Mittelstand ausgerichteten liberalen Wirtschaftsmodell verknüpft gewesen. Die Veröffentlichungen der ökolibertären Strömung gelten als theoretisch-anspruchsvolle Hintergrund-Philosophie, die ihre Wirkung nicht unmittelbar, sondern indirekt und langfristig erzielten.
Leitbild der Ökolibertären war die Einheit von Mensch und Natur. Ihr Menschenbild wird als „ökologischer Humanismus“ charakterisiert, stark beeinflusst von der Anthroposophie. Grundsätzlich ging es um eine Verbindung der grünen Idee mit der Idee der Freiheit.
Dem Sozialismus standen die Ökolibertären strikt ablehnend, einer ökologisch fundierten Marktwirtschaft dagegen positiv gegenüber. Zur Überwindung von Industrialismus und Wachstumsfixierung wurde eine ökologische Umorientierung angestrebt. Zu den Hauptforderungen zählten Entstaatlichung, Dezentralisierung, Selbsthilfe und Subsidiarität. In ihrer Gründungserklärung verabschiedeten sich die Ökolibertären ausdrücklich von einer „Versorgungsmentalität“, die die sozialen Bewegungen des 20. Jahrhunderts hervorgebracht hätten. Da sie sich gegen jede Form von Staatsinterventionismus wandten, standen die Ökolibertären auch der Forderung von Radikalökologen nach einer Entflechtung der Konzerne kritisch gegenüber. Stattdessen sollten Freiräume für Kleinunternehmen, Genossenschaften und alternative Betriebe gefördert werden.
Im Unterschied zu den Ökosozialisten und Fundis strebten die Ökolibertären einen gesellschaftlichen Wandel nicht sofort, sondern schrittweise an. Sie erkannten das Gewaltmonopol des Staates, das in weiten Teilen der Grünen umstritten war, ausdrücklich an, befürworteten vehement den Parlamentarismus und hielten die Basisdemokratie für nicht praktikabel, befürworteten jedoch direktdemokratische Elemente, um die Autonomie des Einzelnen zu erweitern und Herrschaft zu minimieren.
Es wurde darauf hingewiesen, dass die Ökolibertären dem Programm der Christlich-Demokratischen Arbeitnehmerschaft (CDA) in der CDU nahestand. Winfried Kretschmann betonte, dass die Fortschrittsskepsis der Umweltbewegung eine konservative Grundhaltung sei. Deshalb schlossen die Ökolibertären eine Koalition mit der CDU nicht aus.

## Kritik
Kritik an den Ökolibertären kam vor allem von Seiten der Ökosozialisten. Ihnen wurde vorgeworfen, aus der Partei eine „grüne FDP“ machen zu wollen.
In der Union standen einige Politiker den Ökolibertären mit Sympathie gegenüber. So sah Heiner Geißler, damals Generalsekretär der CDU, in ihnen „ernstzunehmende Gesprächspartner“, mit denen „es in einzelnen Punkten Überschneidungen von christlich-demokratischer und grüner Programmatik“ gebe.

## Entwicklung und Nachwirkung
Die Ökolibertären blieben ohne größere, unmittelbare politische Wirkung. Bei den Parteitagen konnten sie mit ihren Anträgen weniger als zehn Prozent der Delegierten mobilisieren. Anfang der 1990er Jahre stellten sie ihre Treffen ein. Die ehemaligen Mitglieder wurden später den Realos zugerechnet. Einige Ökolibertäre verließen die Grünen, so wechselte Wolf-Dieter Hasenclever 2001 zur FDP, wo auch Ernst Hoplitschek vorübergehend eine neue parteipolitische Heimat gefunden hatte. Einen langen Atem bewies Winfried Kretschmann, der den baden-württembergischen Landesverband stark prägte und nach der Landtagswahl 2011 der erste grüne Ministerpräsident in Deutschland wurde.
Auch wenn sich die Ökolibertären als innerparteiliche Strömung nicht durchsetzen konnten, wurden viele ihrer Forderungen langfristig bei den Grünen akzeptiert. So gab es ab Mitte der 1990er Jahre schwarz-grüne Koalitionen auf kommunaler Ebene, die ökologische Marktwirtschaft setzte sich als Leitbild mit der Zeit durch, das Bekenntnis der Grünen, eine politische Partei zu sein, wurde selbstverständlich.

## Einzelbelege
1. ↑  Makoto Nishida: Strömungen in den Grünen (1980–2003), Münster 2005, S. 95 f.
2. 1 2 3 4 5 6 7  Makoto Nishida: Strömungen in den Grünen (1980–2003), Münster 2005, S. 96.
3. 1 2 3 4 5 6  Makoto Nishida: Strömungen in den Grünen (1980–2003), Münster 2005, S. 106.
4. 1 2  Makoto Nishida: Strömungen in den Grünen (1980–2003), Münster 2005, S. 95.
5. ↑  Joachim Raschke, Gudrun Heinrich: Die Grünen. Wie sie wurden, was sie sind, Köln 1993, S. 155.
6. 1 2 3 4 5  Makoto Nishida: Strömungen in den Grünen (1980–2003), Münster 2005, S. 97.
7. 1 2 3  Ludger Volmer: Die Grünen, München 2009, S. 167.
8. 1 2  Joachim Raschke, Gudrun Heinrich: Die Grünen. Wie sie wurden, was sie sind, Köln 1993, S. 156.
9. ↑  Jürgen Hoffmann: Die doppelte Vereinigung. Vorgeschichte, Verlauf und Auswirkungen des Zusammenschlusses von Grünen und Bündnis 90, Opladen 1998, S. 85.
10. 1 2 3  Makoto Nishida: Strömungen in den Grünen (1980–2003), Münster 2005, S. 98.
11. ↑  Makoto Nishida: Strömungen in den Grünen (1980–2003), Münster 2005, S. 99 ff.
12. ↑  Makoto Nishida: Strömungen in den Grünen (1980–2003), Münster 2005, S. 104.
13. ↑  Z. B. Michael Stamm: Avantgardismus im Namen der schweigenden Mehrheit. Kritik der „ökolibertären Grünen“, in: taz, 20. März 1984, S. 8–9.
14. ↑  Makoto Nishida: Strömungen in den Grünen (1980–2003), Münster 2005, S. 105.
15. ↑  Makoto Nishida: Strömungen in den Grünen (1980–2003), Münster 2005, S. 107.